# Richtweg (metrostation)
Richtweg is een metrostation in de Duitse stad Norderstedt. Het station werd geopend op 28 september 1996 en wordt bediend door lijn U1 van de metro van Hamburg.